# Andy Mineo
Andrew Aaron Mineo, detto Andy (Syracuse, 17 aprile 1988), è un rapper statunitense.

## Biografia
Heroes for Sale, primo album in studio (2013), è stato pubblicato nell'aprile 2013 ed è arrivato 11º nella Billboard 200. Nel settembre 2015 viene reso disponibile per il consumo Uncomfortable, secondo disco e primo a entrare la top ten della sopraccitata graduatoria. La Recording Industry Association of America gli ha assegnato un disco d'oro e uno di platino, equivalenti a un totale di 1,5 milioni di unità vendute in singoli.

## Discografia

### Album in studio
- 2013 – Heroes for Sale
- 2015 – Uncomfortable
- 2017 – Andy Mineo and Wordsplayed Present Magic & Bird (con Wordsplayed)
- 2021 – Never Land II

### Mixtape
- 2009 – Sin Is Wack Vol. 1
- 2011 – Formerly Known
- 2019 – Work in Progress

### EP
- 2018 – I: The Arrow
- 2018 – II: The Sword
- 2020 – Happy Thoughts

### Singoli
- 2011 – In My City (feat. Efrain of Doubledge)
- 2015 – Lay Up (con Wordsplayed)
- 2015 – You Can't Stop Me
- 2015 – Paganini
- 2015 – Uncomfortable
- 2015 – Hear My Heart
- 2015 – Know That's Right
- 2016 – Candy Rain
- 2017 – Kidz (con Wordsplayed feat. Magic Bird)
- 2017 – Dunk Contest (Magic Bird) (con Wordsplayed)
- 2017 – Judo (con Wordsplayed feat. Tree Giants)
- 2018 – Coming in Hot (con Lecrae)
- 2018 – Coquito (feat. Foggieraw & Mannywellz)
- 2019 – Keepin It Movin (feat. Guvna B)
- 2019 – Yo se (con Emilio Rojas)
- 2020 – Let Me Know (feat. Marc E. Bassy)
- 2020 – Celebrate More (con 116 e Hulvey feat. Lecrae)
- 2020 – Willy (con NobodyDYL)
- 2020 – Shibuya Roll Call (con Wordsplayed)
- 2020 – Jackson Pollock
- 2020 – Always in a Rush (con Mez)
- 2020 – Herman Miller
- 2021 – We Against the World (con Hulvey)
- 2021 – MPJ Freestyle
- 2021 – It Could Be Worse
- 2021 – Nobody's Coming
- 2021 – Been About It (con Lecrae)